# アーマンド・アレン
アーマンド・アレン（Armando Allen 1989年4月30日- ）はフロリダ州オパロッカ出身のアメリカンフットボール選手。現在NFLのシカゴ・ベアーズに所属している。ポジションはランニングバック。

## 経歴
高校2年次の2005年には3試合に欠場したものの、1,095ヤードを走り12TD をあげたが、翌年は腓骨を骨折し、シーズンを棒に振った。2007年USアーミーオールアメリカンボウルに選ばれたが、怪我のため出場辞退している。大学進学を前に、Rivals.com からは全米のオールパーパスバック中2位にランクされ、4つ星の評価を受けた。
テネシー大学、デューク大学、フロリダ大学などからのオファーもある中、彼が選んだのはノートルダム大学であった。
1年次から4試合に先発出場、オールパーパスヤードでチームトップの1,176ヤード（平均98.0ヤード）を稼いだ。ランでは86回のキャリーでチーム2位の348ヤードを獲得した。2年次の2008年には8試合に先発出場、134回のキャリーでチームトップの585ヤード（平均4.4ヤード）を獲得、3TDをあげた。またレシーブでも50回のキャッチで355ヤードを獲得、2TDをあげた。3年次には怪我のため8試合の出場に終わったが、チームトップの697ヤードを走り3TDをあげた。4年次は臀部の怪我で8試合の出場に終わり、チーム2位の514ヤード、2TDの成績を残した。
4年間での成績は、ランで2,144ヤード（平均4.8ヤード）を走り、8TD、オールパーパスヤードでは大学歴代5位の4,337ヤードを獲得した。社会学の学位を取得し大学を卒業した。
2011年7月27日、タンパベイ・バッカニアーズとドラフト外フリーエージェントで契約を結んだが、9月3日の最終ロースターカットで解雇された。9月5日、シカゴ・ベアーズとプラクティス・スクワッドとして契約を結んだ。12月19日、クリス・コンテが故障者リスト入りするのと入れ違いにアクティブロースター入りした。ベアーズではこの年、マット・フォーテイ、マリオン・バーバーが故障しており、12月25日のグリーンベイ・パッカーズ戦で彼はデビュー、11回のキャリーで40ヤードを獲得した。
2012年、ロレンゾ・ブッカーと第3RBの座を争い、8月30日のクリーブランド・ブラウンズとのプレシーズンゲームで、ラン16回で83ヤード、レシーブ5回で51ヤード、1TDをあげてアピールしたが、翌8月31日、ウェーバーされて、プラクティス・スクワッド入りした。その後9月8日、ブッカーが故障者リスト入りすることとなり、代わりにアクティブロースター入りを果たした。第6週のジャクソンビル・ジャガーズ戦では46ヤードのTDランをあげた。この年15試合に出場し、27回のキャッチで124ヤードを走り、1TD、2回のレシーブで16ヤードを獲得、スペシャルチームで7タックルをあげた。シーズン終了後、制限つきフリーエージェントとなった彼は、2013年3月28日、ベアーズからのテンダーオファーにサインした。マット・フォーテイ、マイケル・ブッシュに次ぐ第3RBの座を新人RBのマイケル・フォードと争ったが、右のハムストリングスを痛めた彼は、プレシーズンゲームであまり出番を与えられず、8月30日、ベアーズから解雇された。